# Cheese!
Cheese! és una revista de manga shojo publicada al Japó per Shogakukan. En la seua pàgina oficial també se referixen a si mateixos com Monthly Cheese!. La revista està enfocada a públic femení jove. El tema del mangues que serialitza, gira entorn del romanç i les relacions adultes. La serialització és emet des de 1996 i té llaços amb altres revistes de Shogakukan com Sho-comic.

## Mangaques i sèries publicades a Cheese!
- Shimaki Ako
  - Tonari no Shugoshin (Guardian Next Door)
  - Boku ni Natta Watashi (Xica Secreta)
  - Gekka no Kimi
  - Koi ni Ochita Oujisama (La Princesa que s'Enamorà)
  - Muchakucha Daisuki (Amant-te Bojament)
  - Suki ni Naru Made Matte
  - Triple Kiss

- Miki Aihara
  - Sensei no Okiniiri! (La Mascota del Professor)
  - Honey Hunt

- Mayu Shinjo
  - Midara na Senritsu Hiwai na Yubisaki